# Geng Biao
Geng Biao (chinois : 耿飈, né le 26 août 1909 et décédé le 23 juin 2000) est un haut fonctionnaire du Parti communiste chinois et un leader de la politique chinoise, des relations extérieures et de l'armée. Après une carrière diplomatique Geng Biao est nommé ministre de la Défense nationale en 1981.

## Biographie

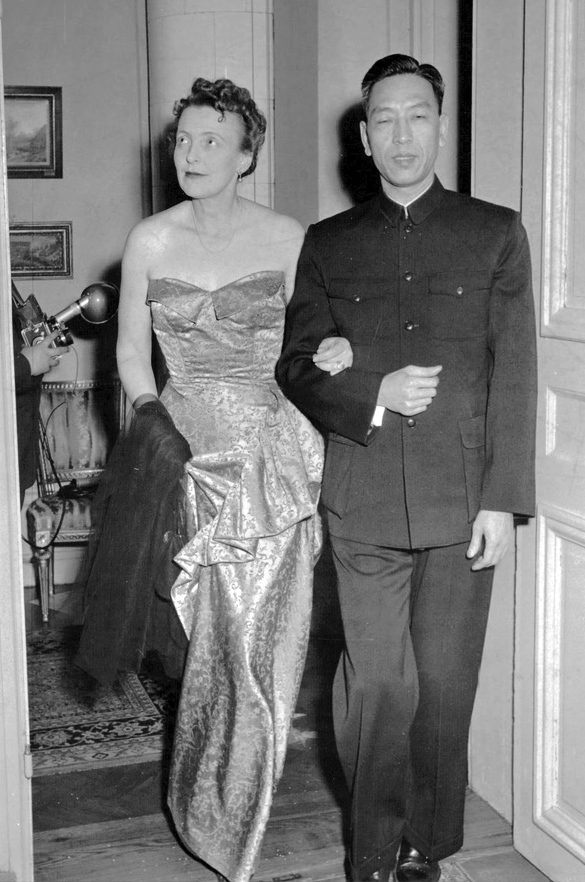
Geng Biao et Greta Belfrage en 1955 à Stockholm.

Geng Biao est né en août 1909 dans le xian de Liling, aujourd'hui, ville-district de Liling, dans la province chinoise du Hunan. Il participe aux campagnes communistes  dans le Jiangxi, pendant la Longue Marche et à Yan'an, il se fait remarquer lors de la prise de Pékin en janvier 1949.
Après la victoire communiste, il commence une carrière de diplomate. Il occupe des postes d’ambassadeur à Stockholm en Suède de 1950 à 1956 puis à Karachi au Pakistan de 1956 à 1959 où il permet une amélioration des relations sino-pakistanaises. Il devient alors vice- ministre des Affaires étrangères lors de la guerre sino-indienne pour le contrôle de territoires himalayens entre 1960 et 1963. Puis de nouveau il est nommé ambassadeur à Rangoon en Birmanie.
Lors de la révolution culturelle, il est rappelé en Chine comme tous les diplomates, la Chine gardant des relations diplomatiques avec son seul allié l'Albanie. Protégé par Zhou Enlai il échappe aux purges maoïste de l'époque. Il est nommé ambassadeur en Albanie.
En mars 1981 Geng Biao est nommé ministre de la Défense nationale en remplacement du maréchal Xu Xiangqian, trop âgé et malade. Initialement il était secrétaire général de la Commission militaire du comité central du parti. Cette nomination aurait permis à Deng Xiaoping de renforcer son contrôle sur l'Armée populaire de libération. À partir de 1982 il semble progressivement être écarté des centres de décision. En novembre 1982, il doit quitter le ministère de La Défense, c'est Zhang Aiping qui lui succède.
Il est élu président du Comité des affaires étrangères de l'Assemblée populaire nationale en 1983.